# Nouvelair Tunisie
Nouvelair Tunisie är ett privat tunisiskt flygbolag med både reguljär- och chartertrafik. Huvudsakligen kör man chartrade flygningar från europeiska destinationer till turistmål i Tunisien. Bolaget transporterar årligen över 1 miljon passagerare. Antalet anställda uppgår till drygt 600. Nouvelair trafikerar över 120 flygplatser i drygt 25 länder i Europa, Mellanöstern och Afrika.
Huvudbasen är Monastir Habib Bourgiba Airport (MIR) och andra baser är Tunis-Carthage International Airport (TUN) och Djerba (DJE).

## Historia
Bolaget grundades 1989 och började flyga 21 mars 1990. Det ursprungliga namnet var Air Liberté Tunisie. 1995 omstrukturerades bolaget och namnet byttes till det nuvarande.

## Destinationer
Nouvelair har följande destinationer i sitt reguljära program (oktober 2021):
- Tunisien: Djerba (DJE), Mahdia (NBE), Monastir (MIR) och Tunis (TUN)
- Algeriet: Alger (ALG)
- Belgien: Bryssel (BRU)
- Frankrike: Lyon (LYS), Marseille (MRS), Nantes (NTE), Nice (NCE), Paris (CDG), Strasbourg (SXB), Toulouse (TLS)
- Ryssland: Moskva (DME)
- Saudiarabien: Jeddah (JED)
- Storbritannien: London-Gatwick (LGW), Manchester (MAN)
- Tyskland: Düsseldorf (DUS), München (MUC)
- Turkiet: Istanbul (IST)

## Flotta
- 11 Airbus A320 (177 passagerare)[2]
- Flygbolaget har tidigare använt Airbus A321 och MD-83.[3]